# Eudaemons
Los Eudaemons eran un pequeño grupo encabezado por los estudiantes J. Doyne Farmer y Norman Packard graduados de Física por la Universidad de California Santa Cruz a fines de los años 1970. El objetivo inmediato del grupo era encontrar una manera de ganarle a la ruleta, pero también tenían el objetivo más elevado de usar el dinero que ganaran para subvencionar una comunidad científica. El nombre del grupo estaba inspirado en la filosofía eudemonista.
En un verano los dos estudiantes empezaron a investigar con una ruleta que habían comprado. Entre los instrumentos que usaron había una cámara y un osciloscopio, para registrar el movimiento de la ruleta. Finalmente obtuvieron una fórmula que involucraba funciones trigonométricas y cuatro variables, entre las cuales estaba el período de rotación de la ruleta y el período de rotación de la bola alrededor de la ruleta.
Como los cálculos eran complicados, decidieron construir un ordenador especializado que predijera el octante de la ruleta en que caería la bola. El ordenador era suficientemente pequeño como para esconderse en la suela de un zapato, y recibía los datos del usuario, quien debía presionar un microswitch con el dedo gordo de su pie. Finalmente, la predicción era retribuida por tres solenoides vibradores escondidos bajo la ropa, amarrados al torso, en contacto con el estómago del usuario. Estos le indicaban a qué octante debía apostar, y cuándo no debía apostar. 
La elaboración del sistema computarizado demandó dos años. Para 1978 estaba funcionando, y el grupo fue a Las Vegas para ganar dinero. Finalmente, la tarea se dividió en dos puestos: un observador y una apostadora. Mientras que el observador suministraba los datos al ordenador, la apostadora recibía la predicción bajo su falda. La ganancia promedio era del 44% de lo apostado. Sin embargo, tuvieron problemas: en un caso, el aislamiento eléctrico falló, y la apostadora recibió descargas eléctricas de los solenoides, pero continuó apostando hasta que el observador, Farmer, dejó la mesa obligándola a hacer lo mismo. Después, comprobaron que el solenoide había quemado su piel. Algunos miembros del grupo ya lo habían dejado porque las actividades le quitaban el tiempo que necesitaban para sus tareas académicas, pero el incidente de la quemadura provocó la disolución del grupo por parte de sus dos líderes. Colectivamente, consiguieron ganar 10 000 dólares. 
Como experimento científico, el objetivo estaba cumplido: habían demostrado que se podía predecir estadísticamente a partir de ciertos datos en qué parte de la ruleta quedaría la bola. 

## Fuente
La historia de los Eudaemons fue relatada en el programa Desafiando a las Vegas, en el History Channel.
- Datos: Q5406396